# 上村正之丞
上村 正之丞（かみむら まさのじょう、1851年6月8日〈嘉永4年5月9日〉 - 1908年〈明治41年〉3月13日）は、日本の海軍軍人。最終階級は海軍中将。鹿児島出身。海兵3期。

## 人物
明治26年（1893年）1月26日、愛宕艦長に補される。翌年の明治27年（1894年）12月9日には海軍大佐任官と同時に大和艦長となり、その後
水雷術練習所長、橋立艦長、横須賀水雷団長、呉水雷団長などを歴任。明治34年（1901年）、海軍少将任官、馬公要港部の初代司令官に就任する。その後、佐世保海軍工廠長などを務め、明治38年（1905年）、海軍中将任官、明治40年（1907年）、予備役偏入となった。墓所は青山霊園(1イ10-11)。

## 官歴
- 1893年（明治26年）1月26日 - 補 愛宕艦長[4]
- 1894年（明治27年）
  - 12月5日 - 補 大和艦長心得[4]
  - 12月9日 - 任 海軍大佐[3]・補 大和艦長[4]
- 1895年（明治28年）7月29日 - 補 水雷術練習所長[3]
- 1896年（明治29年）11月26日 - 補 扶桑艦長[4][3]
- 1897年（明治30年）6月1日 - 補 橋立艦長[4][3]
- 1898年（明治31年）9月1日 - 補 横須賀水雷団長[3]
- 1900年（明治33年）
  - 6月18日 - 補 富士艦長[4]
  - 12月6日 - 補 呉水雷団長[3]
- 1901年（明治34年）
  - 4月4日 - 横須賀鎮守府兵器弾薬水雷及其付属品検閲官随従仰付[5]
  - 7月4日 - 任 海軍少将・補 馬公要港部司令官（初代）[3][6]
- 1903年（明治36年）
  - 9月23日 - 補 佐世保鎮守府艦政部長[3]
  - 11月9日 - 補 佐世保海軍工廠長[3]
- 1905年（明治38年）
  - 5月10日 - 待命[3]
  - 12月30日 - 任 海軍中将[3]
- 1906年（明治39年）5月10日 - 休職[3][7]
- 1907年（明治40年）2月24日 - 予備役編入[3]

## 栄典・授章・授賞
位階
- 1883年（明治16年）12月25日 - 正七位[8]
- 1889年（明治22年）11月15日 - 従六位[9]
- 1894年（明治27年）12月10日 - 正六位[10]
- 1898年（明治31年）3月8日 - 従五位[11]
- 1901年（明治34年）10月31日 - 正五位[12]
- 1905年（明治38年）11月30日 - 従四位[13]
- 1907年（明治40年）3月11日 - 正四位[14]

勲章等
- 1889年（明治22年）5月13日 - 勲六等瑞宝章[15]
- 1894年（明治27年）5月29日 - 勲五等瑞宝章[16]
- 1895年（明治28年）11月18日 - 明治二十七八年従軍記章[17]
- 1898年（明治31年）11月24日 - 勲四等瑞宝章[18]
- 1902年（明治35年）5月10日 - 明治三十三年従軍記章[19]
- 1903年（明治36年）11月25日 - 勲三等瑞宝章[20]
- 1906年（明治39年）4月1日 - 勲二等旭日重光章・功三級金鵄勲章・明治三十七八年従軍記章[21]